# Cynometra capuronii
Cynometra capuronii är en ärtväxtart som beskrevs av Du Puy och Raymond Rabevohitra. Cynometra capuronii ingår i släktet Cynometra, och familjen ärtväxter. Inga underarter finns listade i Catalogue of Life.